# Heterochroma
Heterochroma là một chi bướm đêm thuộc họ Noctuidae.

## Các loài
- Heterochroma albipuncta Jones, 1908
- Heterochroma amphion (Druce, 1889)
- Heterochroma bellona (Felder, 1874)
- Heterochroma berylloides Hampson, 1908
- Heterochroma beryllus (Guenée, 1852)
- Heterochroma celestina Schaus, 1921
- Heterochroma chlorographa Hampson, 1908
- Heterochroma eriopioides Guenée, 1852
- Heterochroma exundata Schaus, 1911
- Heterochroma hadenoides Guenée, 1852
- Heterochroma hypatia (Druce, 1889)
- Heterochroma insignis (Walker, 1857)
- Heterochroma ligata Schaus, 1911
- Heterochroma lineata (Druce, 1898)
- Heterochroma luma (Druce, 1889)
- Heterochroma metallica (H. Edwards, 1884)
- Heterochroma rollia Schaus, 1921
- Heterochroma sarepta (Druce, 1889)
- Heterochroma singularis (Butler, 1879)
- Heterochroma thermeola Hampson, 1911
- Heterochroma thermida Hampson, 1908
- Heterochroma thermographa Hampson, 1910
- Heterochroma viridipicta Schaus, 1911